# Anatolij Michajlovič Granik
Anatolij Michajlovič Granik (Balta, 10 marzo 1918 – Leningrado, 17 aprile 1989) è stato un regista cinematografico sovietico.

## Filmografia (parziale)

### Regista
- Alёša Pticyn vyrabatyvaet charakter (1953)[1]
- Maksim Perepelica (1955)
- Samye pervye (1961)